# Белый, Владимир Васильевич (этнограф)
Владимир Васильевич Белый (укр. Володимир Васильович Білий; 27 октября 1894 — 22 ноября 1937) — украинский советский педагог, этнограф, один из организаторов краеведческого движения на Украине.

## Биография
Родился в селе Константиновка Полтавской губернии (ныне село Сахновщинского района Харьковской области). В 1920 году окончил историко-филологический факультет Киевского университета. Работал преподавателем народоведения, украинского языка и литературы в Переяславском педагогическом техникуме, с 1922 — в техникумах и трудовых школах Киева. Одновременно проводил научные исследования в области литературы, фольклора и этнографии, посылал свои научные результаты в Этнографической комиссии при ВУАН. С конца 1924 года работал заведующим этнографическим отделом Екатеринославского краеведческого музея. Под влиянием Д. Яворницкого в октябре 1925 поступил в аспирантуру Екатеринославской научно-исследовательской кафедры украиноведения, а с января 1926 года продолжил обучение в аспирантуре кафедры языкознания и литературы при Киевском институте народного образования. Обучение совмещал с работой в этнографической комиссии при ВУАН, членом которой был с 1924 года: исследовал теоретические проблемы фольклора, был одним из энтузиастов популяризации краеведения среди широких сельских масс, редактировал «Етнографічний вісник» ВУАН. С начала 1930-х годов — руководитель этнографической комиссии, член бюро Исторического цикла ВУАН, старший научный сотрудник ВУАН. В 1934 году уволен с работы по сфальсифицированным обвинениям в нарушении кадровой политики, торможении перестройки работы исторических учреждений ВУАН и популяризации вражеской продукции. 20 июня 1937 арестован по обвинению в активной деятельности в украинской националистической организации научных работников ВУАН. 22 ноября 1937 года казнён в Киеве.
Автор многочисленных научных работ, написанных украинском языке. Среди них — научные статьи «Типи сучасного села», «Минуле етнографії на Дніпропетровщині», а также монография «С. Д. Ніс і його етнографічна діяльність».